# Straß (Herzogenrath)
Straß ist ein Stadtteil von Herzogenrath in der Städteregion Aachen. Straß, bestehend aus den Ortsteilen Kohlberg, Pesch, Heggen, Straßer Feld und Maubach, liegt zwischen Alt-Herzogenrath und Kohlscheid am Westrand des Wurmtals.
Der Ort liegt unmittelbar an der deutsch-niederländischen Grenze und teilt sich mit Kerkrade die Neustraße (niederländisch: Nieuwstraat). Früher waren beiderseits der Grenze Fahrspuren in beide Richtungen vorhanden, die durch einen Zaun, später lediglich durch eine ca. 40 cm hohe Mauer, getrennt waren. Heute existiert eine gemeinsame Straße. Die östliche Fahrspur ist im Wesentlichen deutsch, die westliche niederländisch. Fünf Kreisverkehre bilden die Anbindung an das niederländische bzw. deutsche Straßennetz. Die Beschilderung ist teils deutsch, teils niederländisch. Auf beiden Seiten der Straße befindet sich heute ein Fahrradweg. An dieser Straße steht das Eurode-Business-Center (EBC). Der Mitteltrakt des Bürogebäudes befindet sich ebenfalls genau auf der Grenze und beherbergt sowohl deutsche als auch niederländische Unternehmen. 
Im Osten grenzt Straß an das Wurmtal, in dem vom Mittelalter bis in die Neuzeit die oberflächennahen Steinkohlevorkommen genutzt wurden.
Die längliche Gliederung des Stadtteils am Rande des Flusstals und die Lage an der alten Überlandverbindungsstraße von Roermond nach Aachen gab ihm den Charakter eines Straßendorfes, was wohl ursächlich für die Namensgebung war.
Der Patron der katholischen Pfarre ist St. Josef.

## Verkehr
Straß besitzt keinen eigenen Bahnhof. Die nächstgelegenen Bahnhöfe sind Kohlscheid und Herzogenrath an der Bahnstrecke Aachen–Mönchengladbach. Die nächsten Autobahn-Anschlussstellen sind Aachen-Laurensberg an der A 4 sowie Broichweiden an der A 44.
Bis in die frühen 1960er Jahre verkehrte eine Straßenbahnlinie, die zeitweilig auch dem Kohlentransport diente, durch Straß und verband den Ort mit Herzogenrath und Pannesheide/Kohlscheid.
Die AVV-Buslinien 47, 54 und 147 der ASEAG verbinden den Ort mit Herzogenrath, Kohlscheid sowie Aachen. Zusätzlich verkehrt in den Nächten vor Samstagen sowie Sonn- und Feiertagen die Nachtexpresslinie N3 der ASEAG.
| Linie | Verlauf |
| ----- | --- |
| 47    | (Brand –) Hüls – Kaiserplatz – Aachen Bushof – Ponttor – Laurensberg – Richterich – Kohlscheid Weststr. – Pannesheide – Straß – Herzogenrath Bf – Ritzerfeld – Merkstein |
| 54    | Diepenbenden – Burtscheid Hauptstr. – Normaluhr – Theater – Elisenbrunnen – Aachen Bushof – Eurogress – Soers – Berensberg – Rumpen – Kohlscheid Markt – Klinkheide – Pannesheide – Straß – Herzogenrath Bf – Herzogenrath Schulzentrum / Waldfriedhof / (Ritzerfeld – Merkstein – Industriegebiet Boscheler Berg)                                     |
| X47   | Expressbus: Aachen Bushof – Ponttor – Kohlscheid Weststr. – Pannesheide – Straß – Herzogenrath Bf – Ritzerfeld – Merkstein |
| N3    | Nachtexpress: nur in den Nächten vor Samstagen sowie Sonn- und Feiertagen Elisenbrunnen – Aachen Bushof (→ Ludwig Forum → Haaren → Verlautenheide → Würselen → Morsbach → Bardenberg → / ← Eurogress ← Berensberg ← Rumpen ← Kohlscheid Markt ← Klinkheide ← Pannesheide ← Straß ←) Herzogenrath Bf – Ritzerfeld – Merkstein (← Boscheln ← Holthausen) |

## Bergbau

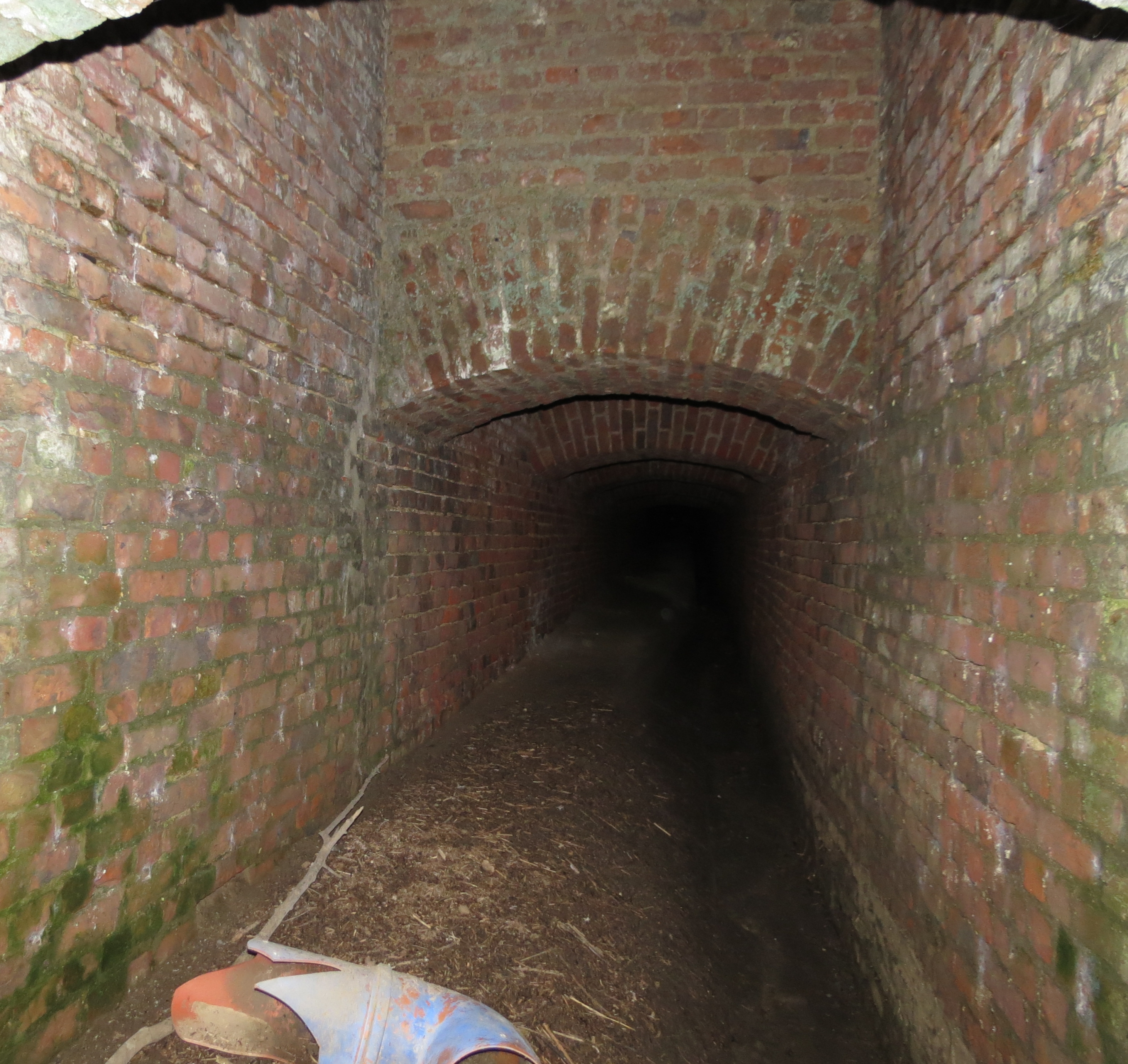
Minengang zur Entwässerung der ehemaligen Steinkohlemine Neu-Voccart

In Straß bzw. auf dem Kohlberg befand sich das frühere Steinkohlenbergwerk Zeche Voccart sowie eine ganze Reihe mittelalterlicher und frühneuzeitlicher Gewerke (Schächte, Erbstollen, Pingen) zur Kohlegewinnung. Der Bergbau blieb bis Ende des 18. Jahrhunderts weitgehend unter der Kontrolle des Klosters Rolduc. Später kam er in den Einflussbereich der Vereinigungsgesellschaft für Steinkohlenbau im Wurmrevier, um mit dieser dann 1907 dem Eschweiler Bergwerksverein (EBV) einverleibt zu werden.

## Sport
In Straß gibt es mehrere Sportvereine. So gibt es unter anderem einen Fußball- und einen Schützenverein. Der Fußballverein heißt SpVgg 1928 Straß und hat im Jahr 2013/14 einen Kunstrasenplatz erhalten. Um das Kunstrasenprojekt zu realisieren, musste der Verein 75.000 Euro Eigenmittel aufbringen. Um diese Summe aufbringen zu können, hat der Verein mehrere Jahre lang gesammelt. So wurde das Projekt nicht wie ursprünglich geplant 2011, sondern 2013/14 umgesetzt.